# Étienne Briand
Étienne Briand (* 22. února 1993) je kanadský zápasník–judista.

## Sportovní kariéra
S judem začínal v 7 letech v rodeném Sept-Îles. V roce 2012 se přesunul do Montréalu, kde se vrcholově připravuje v národním tréninkovém centru INS Québec. V kanadské mužské reprezentaci se pohyboval od roku 2013 v lehké váze do 73 kg. V roce 2016 se na olympijské hry v Riu nekvalifikoval. Od roku 2017 startuje v polostřední váze do 81 kg.

### Vítězství
- 2012 - 1x světový pohár (San Salvador)
- 2014 - 1x světový pohár (Casablanca)
- 2018 - 1x světový pohár (Sofie)

## Výsledky
| Olympijské hry          |     |   |   | — |     |     |     | — |     |     |    |  |  |  |  |  |  |  |  |  |  |  |  |  |  |
| Mistrovství světa       | —   | — | — |   | úč. | úč. | úč. |   | úč. | úč. |    |  |  |  |  |  |  |  |  |  |  |  |  |  |  |
| Panamerické hry         |     |   | — |   |     |     | —   |   |     |     |    |  |  |  |  |  |  |  |  |  |  |  |  |  |  |
| Panamerické mistrovství | —   | — | — | — | úč. | 5.  | 5.  | — | 3.  | 7.  | 2. |  |  |  |  |  |  |  |  |  |  |  |  |  |  |
| MS juniorů              | —   | — | — |   | úč. |     |     |   |     |     |    |  |  |  |  |  |  |  |  |  |  |  |  |  |  |
| MS dorostenců           | úč. |   |   |   |     |     |     |   |     |     |    |  |  |  |  |  |  |  |  |  |  |  |  |  |  |